# Bistum Rimini
Das Bistum Rimini (lateinisch Dioecesis Ariminensis, italienisch Diocesi di Rimini) ist eine in Italien gelegene römisch-katholische Diözese in der Kirchenregion Emilia-Romagna mit Sitz in Rimini.

## Geschichte
Das Bistum Rimini wurde im 3. Jahrhundert errichtet und dem Heiligen Stuhl direkt unterstellt. Im Jahre
1604 wurde das Bistum Rimini dem Erzbistum Ravenna als Suffraganbistum unterstellt.
Kathedralkirche des Bistums Rimini ist der Tempio Malatestiano.

## Weblinks

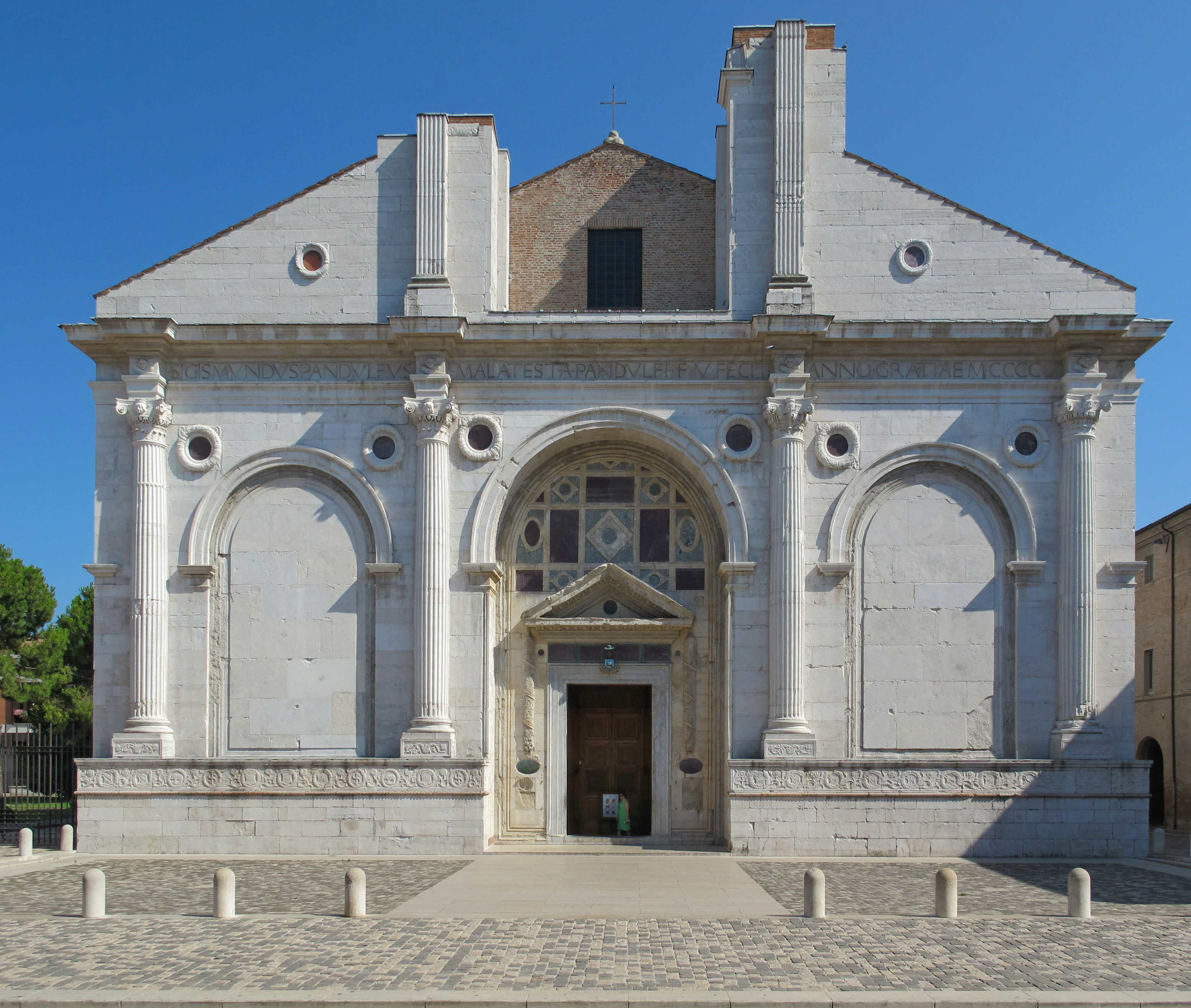
Tempio Malatestiano